# بوهوسلاویتسه (ناحیه شومپرک)
بوهوسلاویتسه (به چکی: Bohuslavice) یک منطقهٔ مسکونی در جمهوری چک است که در ناحیه شومپرک واقع شده‌است. بوهوسلاویتسه ۳٫۹۷ کیلومتر مربع مساحت و ۴۶۰ نفر جمعیت دارد.